# Era paleofityczna
Era paleofityczna – era w dziejach rozwoju roślinności na Ziemi obejmująca interwał od środkowej części syluru po środkową część permu. 
Cechuje się dominacją na lądach roślin zarodnikowych, takich jak skrzypy, widłaki i paprocie. Od dewonu obecną są też coraz liczniejsze rośliny nagonasienne, zwłaszcza paprocie nasienne, później także kordaity i pierwsze iglaste (Walchia, Lebachia). 
Era paleofityczna znajduje się pomiędzy erą eofityczną a erą mezofityczną. 